# Liste de périodiques lépidoptérologiques
Cet article liste des périodiques lépidoptérologiques du monde entier et de langues diverses, actuels ou disparus. Le nom du périodique est suivi, éventuellement, de la date de création - et, le cas échéant, de disparition -, d'une brève définition du domaine entomologique et géographique couvert, de l'organisme entomologique éditeur, du lieu d'édition, de la (des) langue(s) utilisée(s), de l'ISSN et d'un lien vers le site officiel.
Les périodiques consacrés globalement à l'entomologie ne sont pas listés ici.
- Haut – A
- B
- C
- D
- E
- F
- G
- H
- I
- J
- K
- L
- M
- N
- O
- P
- Q
- R
- S
- T
- U
- V
- W
- X
- Y
- Z

## A
- Alexanor (France) -  (ISSN 0002-5208)
- L'amateur de papillons (1922-1937) - Devenu la Revue française de Lépidoptérologie
- American Butterflies
- Annotationes lepidopterologicae (Londres, Royaume-Uni)
- Atropos - Lépidoptères et Odonates (Royaume-Uni)[1]
- The Aurelian (Royaume-Uni)

## B
- Bulletin de la Société des lépidoptéristes français (Paris, France) -  (ISSN 0181-0308)
- Bulletin de la Société lépidoptérologique de Genève (Suisse)
- Bulletin des Lépidoptéristes parisiens (France) [2].

## C
- Coridon (Bourne, Royaume-Uni)

## G
- Galathea - Nürnberg (Allemagne) - (OCLC 17464467)

## K
- Kentucky Lepidopterist (Louisville, Kentucky, États-Unis)

## L
- Lépidoptères Revue de l'Association des Lépidoptéristes de France[3]

## M
- Melanargia -  (ISSN 0941-3170)

## O
- Ontario Lepidoptera -  (ISSN 1713-9481)
- Oreina -  (ISSN 1967-0133) - Nouvelle revue sur "Les papillons de France" créée en 2008.

## P
- Pallarge (1992-) (Gifu, Japon) (en anglais)
- Papilio - Journal du New-York Entomological Club -  (ISSN 0196-5832)

## R
- Revue de l'Association Roussillonnaise d'Entomologie
- Revue française de Lépidoptérologie (1938-)
- Revue française d’Entomologie Générale (2019-)

## S
- Saturnia (Alicante, Espagne) -  (ISSN 1135-6677)

## T
- Tropical Lepidoptera news -  (ISSN 1062-6581)

## Y
- Yadoriga (Osaka, Japon) (en japonais) -  (ISSN 0513-417X)